# Terrasse Nam Koo
La terrasse Nam Koo (南固臺) est un bâtiment historique de Hong Kong situé à Wan Chai au 55 Ship Street (en).
Construite dans les années 1910 par une riche famille, elle est utilisée comme bordel militaire par les Japonais durant l'occupation de Hong Kong pendant la Seconde Guerre mondiale, puis est rachetée par l'entreprise immobilière Hopewell Holdings (en) en 1993 dans le but d'être rasée pour être remplacée par un projet immobilier, mais aucune action n'est entreprise, ce qui a involontairement permis de la préserver jusqu'à aujourd'hui. Elle reçoit le statut de bâtiment historique en 1996 et est depuis lors en attente de rénovation car elle est actuellement totalement à l'abandon et très dégradée.
Surnommée la « maison hantée de Wan Chai », elle sert parfois d'abri à des squatters ou de lieux d'incursions de jeunes désirant apercevoir des fantômes.

## Histoire
Le bâtiment en briques rouges d'un étage est construit vers 1915-1921 et appartient à une riche famille de marchands de Shanghai du nom de To (杜).
C'est l'important homme d'affaires de Hong Kong To Chun-man qui loue pour la première fois le site où se trouve aujourd'hui le bâtiment en 1915. À cette époque, To occupe le poste de chef des ventes de soies chinoises chez Wing On Company, bien qu'il ait ensuite été promu directeur adjoint. Il occupe également plusieurs postes dans divers comités communautaires, dont celui de secrétaire de la chambre de commerce du district de Heung Shan, et est membre de la chambre générale de commerce chinoise.
Cependant, To Chun-man est contraint d'évacuer le manoir au début de l'occupation japonaise de Hong Kong et meurt peu après son retour. Il est dit que pendant l'occupation, la terrasse Nam Koo aurait été utilisé comme bordel militaire (ou « maison de confort ») pour les soldats japonais de 1941 à 1945. De nombreuses autres propriétés dans la région de Wan Chai sont également utilisées comme bordels par l'armée japonaise durant cette période, comme le St. Luke's College et le Tung Chi College (en) voisin.
La terrasse Nam Koo continue d'appartenir à la famille To jusqu'en 1988, date à laquelle la propriété est vendue à l'entreprise YUBA.
Hopewell Holdings (en) achète la propriété en 1993, initialement pour la démolir afin de faire place à leur projet d'hôtel Mega Tower. Cependant, le site reste à l'abandon depuis, malgré le fait que la proposition de développement de la société ait obtenu l'approbation du gouvernement en 1994. Alors que Hopewell Holdings reste le propriétaire actuel de la terrasse Nam Koo, des annonces publiques récentes indiquent que ses intentions se sont maintenant tournées vers la préservation de ce site historique, mais aucun plan concret n'a été annoncé depuis 2008.

## Emplacement

### District de Wan Chai
Le district de Wan Chai est l'une des premières zones développées de l'île de Hong Kong après la conquête britannique de 1841, et des lots de propriété sont vendus à diverses entreprises et particuliers. La région devient rapidement une plaque tournante du commerce et de l'industrie, étroitement liée à l'activité maritime du front de mer au cours au XIXe siècle. Cependant, en raison de l'acquisition des casernes Victoria par l'armée dans les années 1850, l'activité de construction navale commence à décliner régulièrement et le quartier se tourne plutôt vers le développement résidentiel.
En 1845, le quartier de Wan Chai (surnommé à cette époque Spring Garden Lane (en), 春園街, l'« allée du jardin printanier », d'après la villa personnelle du marchand d'opium John Dent) est transformé en un quartier résidentiel exclusif pour les hommes d'affaires européens privilégiés.

### Sites patrimoniaux voisins
Géographiquement parlant, la terrasse Nam Koo est à proximité relativement proche de plusieurs autres propriétés classées par le conseil consultatif des antiquités. La maison bleue (en) au 18 Ship Street, les 72-74A Stone Nullah Lane (en), les 6, 8, 10 et 12 Burrows Street, les 2, 4, 6, et 8 Hing Wan Street, ainsi que les 1, 3, 5, 7, 9, et 11 Mallory Street et les 186, 188 et 190 Queen's Road East (en)  se trouvent tous dans les alentours. D'autres sites d'importance patrimoniale, tels que le temple de Hung Shing (en) aux 129-131 Queen's Road East et le marché de Wan Chai au 264 Queen's Road East, sont également situés à proximité de la terrasse Nam Koo.
La bâtiment est accessible depuis la sortie B2 de la station de métro de Wan Chai.

## Architecture

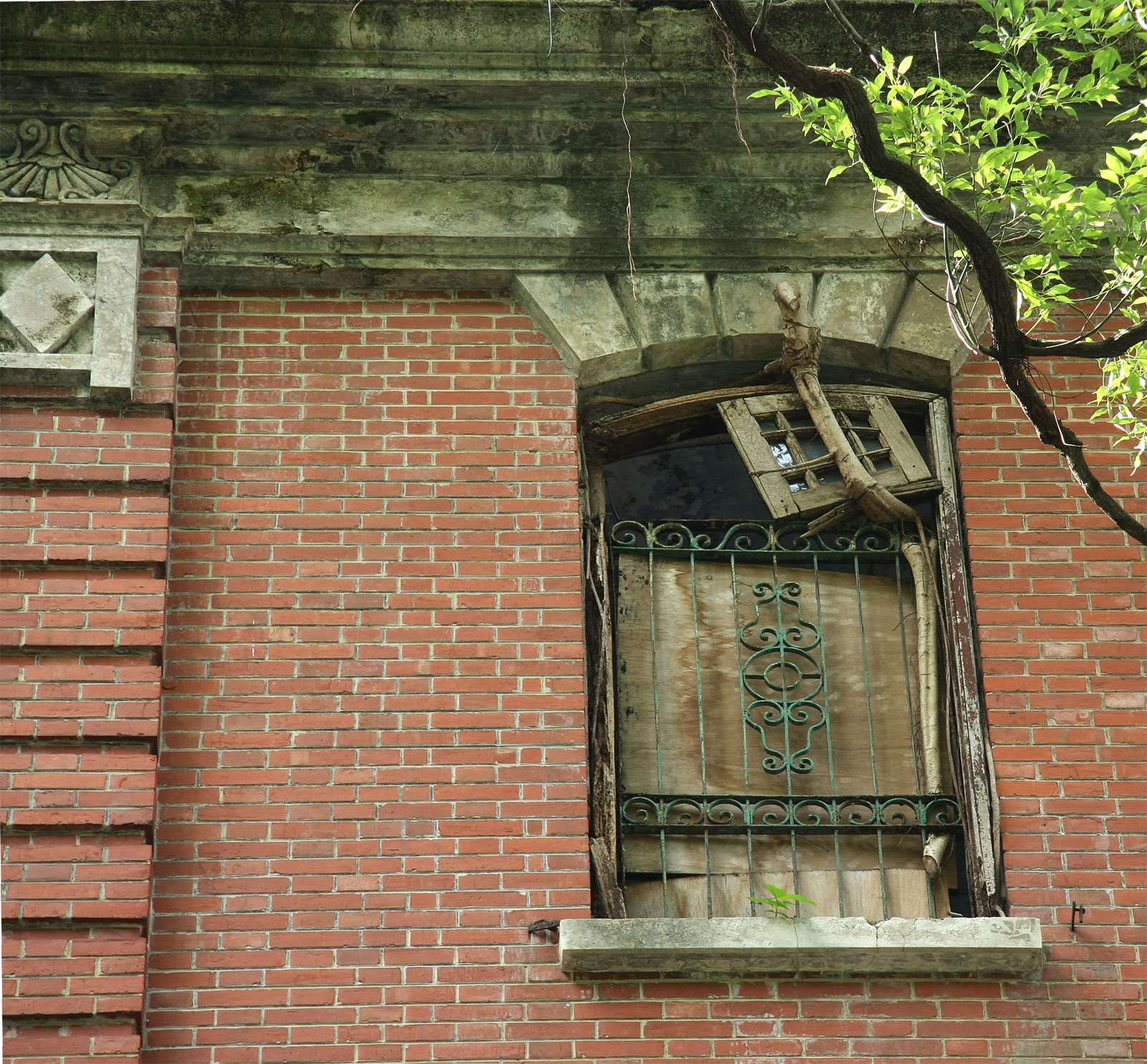
Maçonnerie rouge des murs extérieurs et grilles des fenêtres.

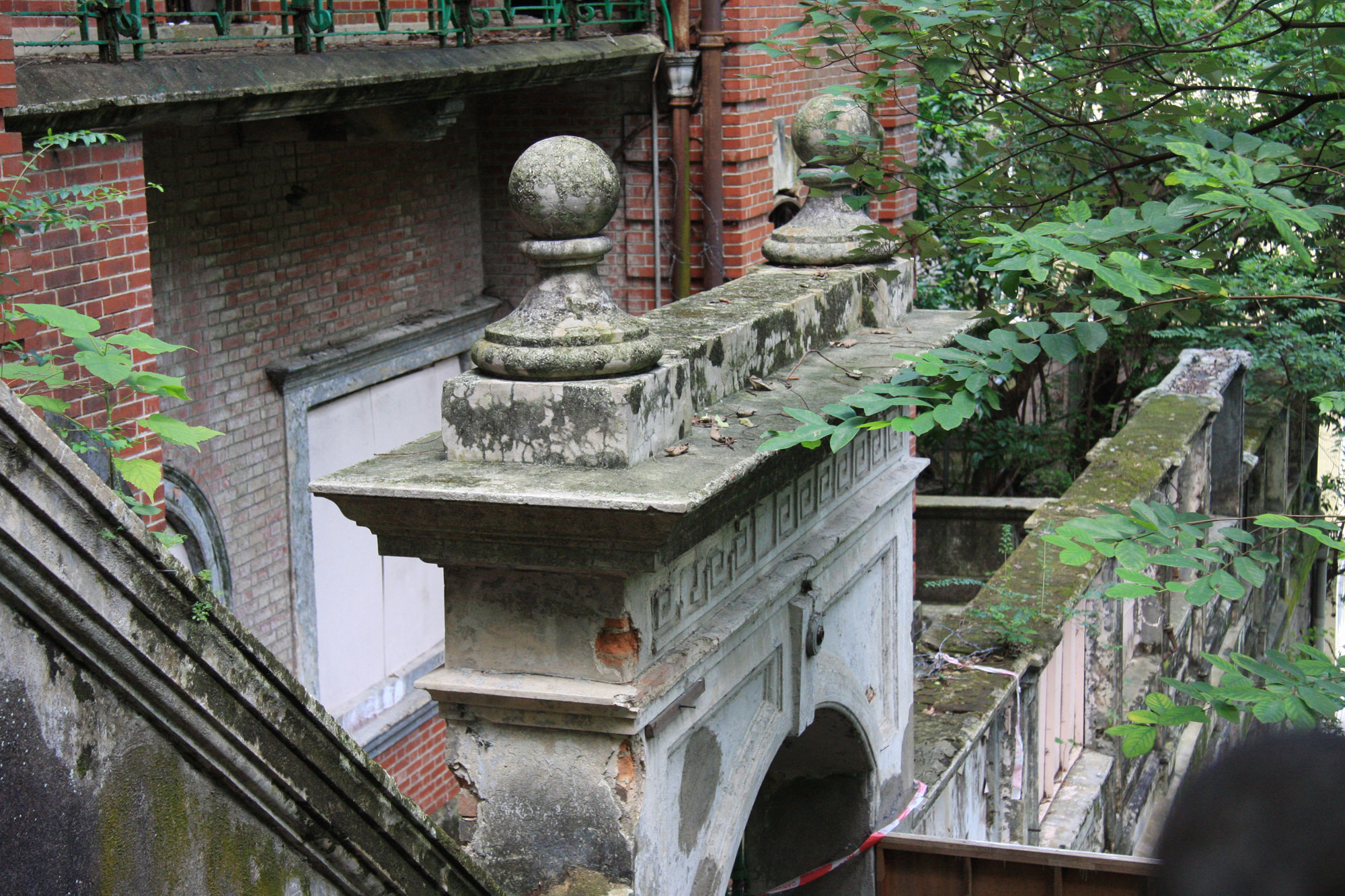
Caractéristiques architecturales néo-classiques.

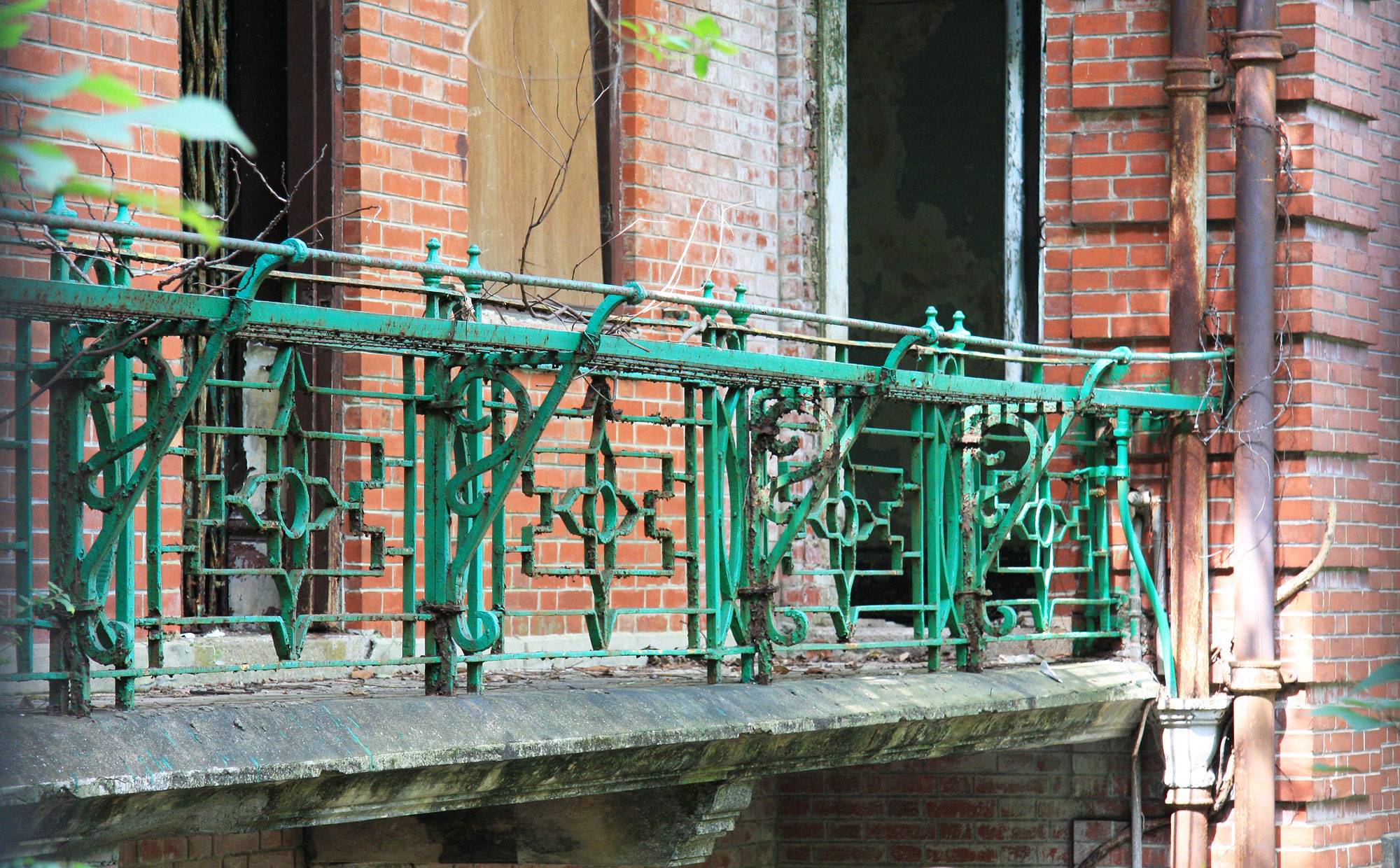
Balcon en ferronnerie.

La terrasse Nam Koo est un site de patrimoine culturel et architectural important datant de l'époque coloniale de Hong Kong. Le bâtiment est conçu dans les années 1910 comme une maison de style européen, lorsque de grands terrains privés à flanc de colline en contrebas de Kennedy Road (zh) sont vendus pour le développement immobilier.
La terrasse Nam Koo est un manoir d'un étage, incorporant des éléments forts des styles architecturaux orientaux et occidentaux. Étant l'une des villas les plus importantes du district de Wan Chai, elle couvre plus de 200m² de terrain. Elle est également surnommée la « maison rouge » parce que la majorité du mur extérieur du bâtiment est construit en briques rouges. Aujourd'hui, le bâtiment est dans un état de ruine en raison des effets de la corrosion subie lors de l'invasion japonaise et d'une préservation inefficace.

### Caractéristiques de conception
En plus d'embrasser le style colonial éclectique, la terrasse Nam Koo adopte également des caractéristiques architecturales néo-classiques et de la Renaissance italienne combinées à des décorations et des motifs traditionnels chinois. Le mur extérieur en briques rouges est considéré comme l'une des principales caractéristiques architecturale du bâtiment. Outre la maçonnerie rouge, les pierres d'angle rustiques, les corniches moulurées et les arcs à voussoirs au-dessus des fenêtres ajoutent au caractère unique de l'architecture de la structure.
L'utilisation de ferronneries pour les grilles des fenêtres, les balcons et le portail d'entrée confère également au bâtiment une certaine esthétique ornementale.
La façade donnant sur le jardin à l'avant de la propriété est de conception simple et symétrique et se compose d'un porche à colonnades incurvé et d'une véranda semblable à celle d'un portique. L'ordre dorique et l'ordre ionique sont tous deux incorporés dans les colonnes du bâtiment, tandis que la porte d'entrée principale, qui est située à côté des marches de Ship Street, applique une combinaison de caractéristiques grecques et romaines. Sur le toit, un pavillon a été construit dans le style traditionnel chinois. Ce pavillon, ainsi que la position du portail d'entrée et le plan de construction asymétrique, suggèrent l'influence du feng shui dans la conception de la construction d'origine.

## Préservation

### Statut de bâtiment historique
En 1996, la terrasse Nam Koo reçoit le statut de bâtiment historique de rang I par le conseil consultatif des antiquités à la lumière de son importance historique et architecturale à Hong Kong. Comme aucune modification évidente n'a eu lieu dans la structure, la terrasse Nam Koo a réussi à conserver son authenticité et est maintenant considérée comme un bâtiment d'une valeur culturelle notable. Cependant, l'importance historique du site n'est toujours pas reconnue par la communauté locale et s'est ainsi détériorée au fil des ans. Une négligence grave qui laisse finalement le bâtiment dans un besoin important de rénovation.

### Ordonnance sur les antiquités et monuments
En tant que bâtiment historique de rang I, la démolition ou l'excavation non autorisée du site de la terrasse Nam Koo est strictement interdite par la section 6, partie 1 de l'ordonnance sur les antiquités et monuments (chapitre 53), un document législatif administré par le bureau des antiquités et monuments sous la direction du bureau des affaires intérieures (en) du département des loisirs et des services culturels :

"(1) Sous réserve du paragraphe (4), nul ne doit :
(a) creuser, poursuivre des travaux de construction ou autres, planter ou abattre des arbres ou déposer de la terre ou des déchets sur ou dans un monument ou un monument proposé; ou
(b) démolir, enlever, obstruer, dégrader ou gêner un monument ou un monument proposé,,
sauf conformément à un permis délivré par les autorités (amendement 38 de l'article 7 de 1982).

### Plan de développement du Hopewell Center II
Le 19 novembre 2008, Hopewell Holdings publie un communiqué de presse indiquant que la société révisera le plan de développement de son Hopewell Center II dans le but d'atteindre un meilleur équilibre entre « développement économique et protection de l'environnement » dans la nouvelle proposition. Actuellement, le budget d'investissement total pour le nouveau centre est d'environ 5 milliards de HK$, ce qui comprendra un plan d'amélioration des routes de 400 millions HK$, une plantation d'arbres à grande échelle et un parc public. La société pense que le projet augmentera considérablement la valeur commerciale de Wan Chai une fois achevé en 2016.
Depuis les années 1970, Hopewell Holdings acquiert de nombreux bâtiments anciens dans le quartier à utiliser comme sites pour ce réaménagement. Bien que la terrasse Nam Koo ne figure pas spécifiquement dans le plan de développement approuvé par le conseil d'urbanisme en 1994, la société s'engage à restaurer le site historique avec le nouveau projet Hopewell Center. Mr. Thomas Wu, co-directeur général de Hopewell Holdings, déclare :

«  Il y a des voix de plus en plus fortes dans la société appelant à la préservation des bâtiments du patrimoine et des sites historiques de Hong Kong. Hopewell Holdings a entendu leurs revendications et a des plans pour préserver et reconvertir la terrasse Nam Koo, un bâtiment historique de rang I avec 90 ans de histoire ».

### Sentier du patrimoine de Wan Chai
La terrasse Nam Koo est l'un des 15 sites initiaux figurant sur le nouveau sentier du patrimoine de Wan Chai, qui est inauguré le 27 septembre 2009 par le comité spécial des initiatives de revitalisation du vieux Wan Chai. Le but du sentier est d'encourager les visiteurs à découvrir la diversité architecturale et historique de l'un des plus anciens quartiers de Hong Kong.

## Folklore
Populairement considéré comme une « maison hantée », le manoir est rattaché à une image mélangeant mystère et ésotérisme.
Les « fantômes » de femmes, qui seraient mortes à l'époque où la terrasse Nam Koo aurait servi de bordel militaire japonais, auraient été vus à plusieurs endroits différents dans le bâtiment. Des récits de cris et de hurlements de ces femmes de réconfort ont longtemps fait l'objet de rumeurs et ont par la suite renforcé la réputation du bâtiment comme un lieu d'intérêt du paranormal.
Des personnes ont également signalé avoir vu des « flammes fantomatiques » dans la maison. Cependant, comme la terrasse Nam Koo est souvent occupée par des squatters, ces apparitions sont très probablement le résultat de feux allumés par des vagabonds qui utilisent le site comme abri.
Le 30 novembre 2003, le journal Oriental Daily News (en), ainsi que de nombreux autres journaux locaux de Hong Kong, rapportent l'histoire d'un groupe de huit collégiens qui auraient tenté de passer la nuit sur la propriété de la terrasse Nam Koo. Il est dit que les étudiants voulaient apercevoir les « fantômes » qui, selon la rumeur, résident depuis longtemps dans le bâtiment. Selon le rapport, trois des étudiantes sont devenues émotionnellement instables, affirmant avoir été agressées par un visiteur fantomatique. Plus tard, la police envoie ces trois filles à l'hôpital pour recevoir un traitement psychiatrique. Dans les jours qui suivent, les habitants de Hong Kong se rassemblent en masse à la terrasse Nam Koo et la maison continue à faire la une des quotidiens pendant un certain temps.

## Dans la culture populaire
Trademark (en), un trio de musique allemand, tourne le clip de sa chanson I'll Be There For You dans cette maison.

## Galerie

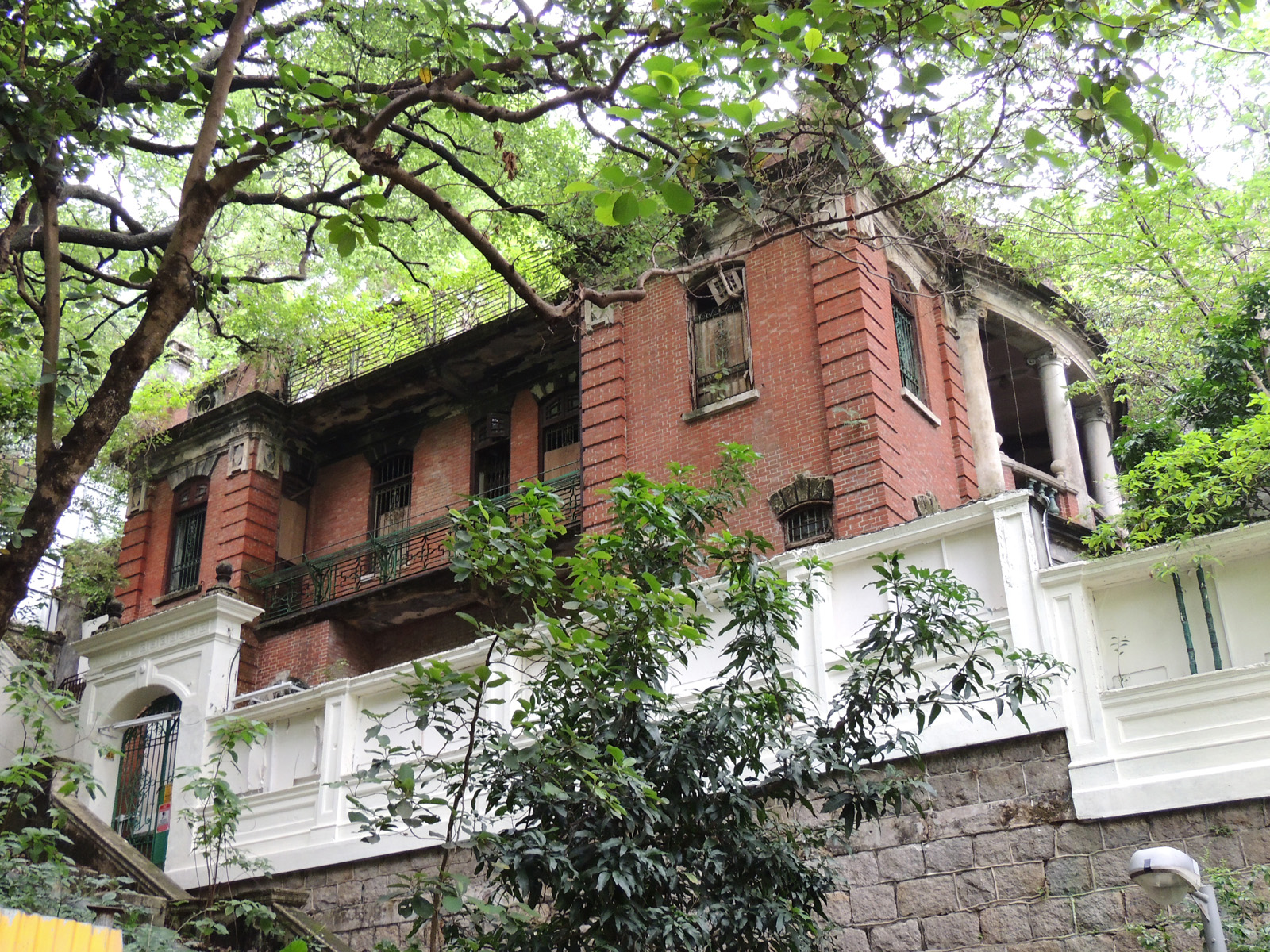
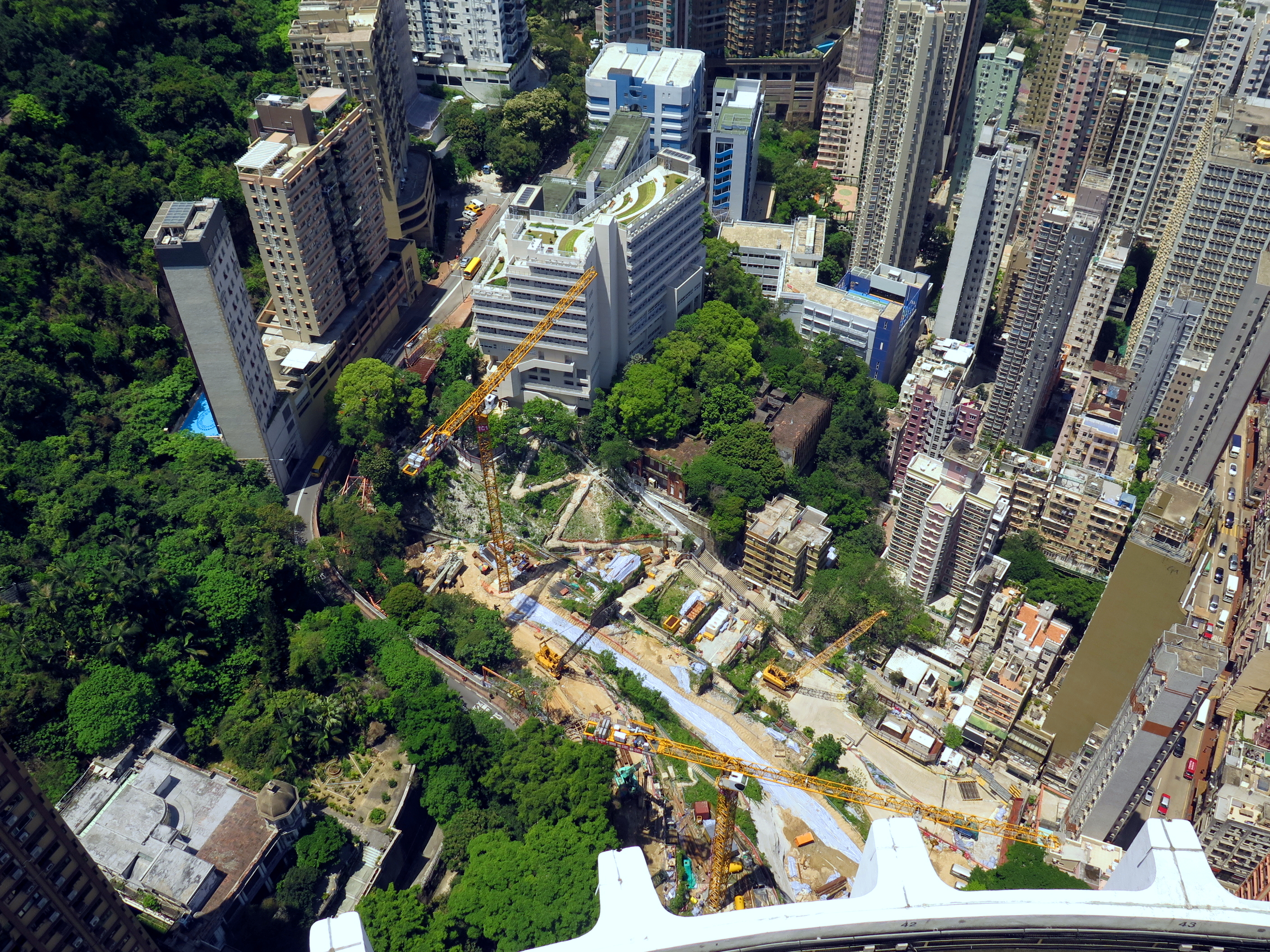
La terrasse Nam Koo dissimulée par les arbres au milieu des gratte-ciels.
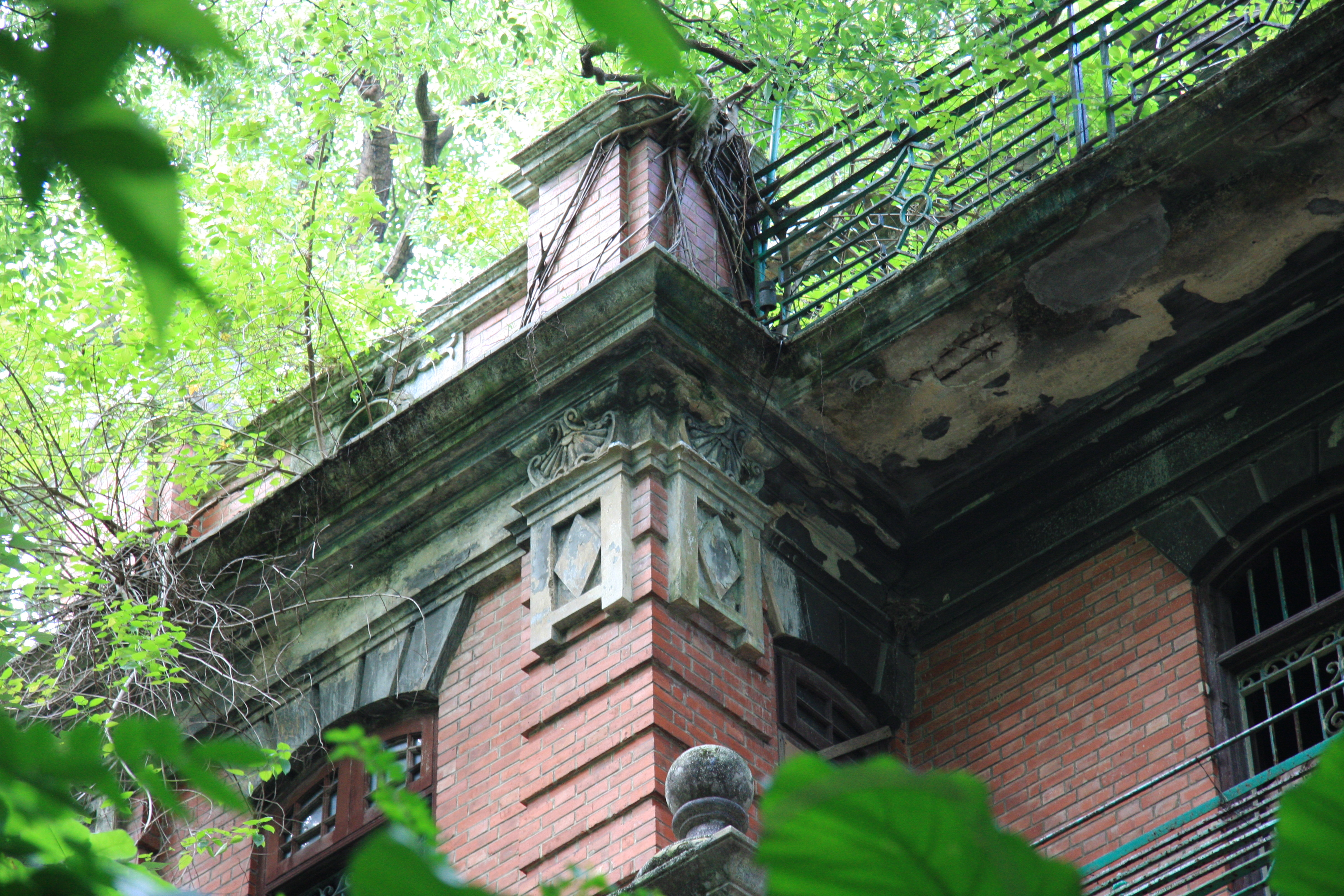
Toit en corniche.
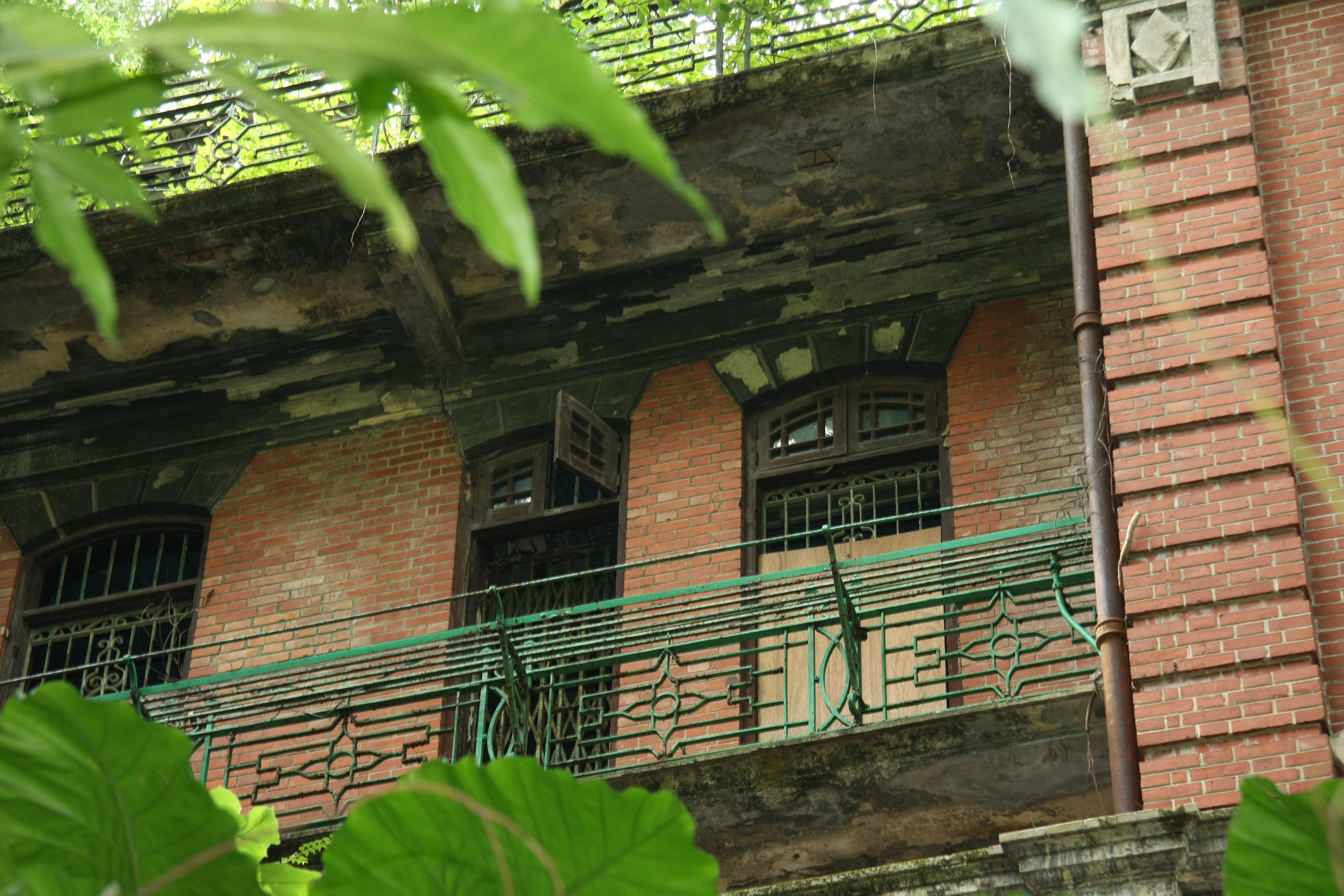
Fenêtres du deuxième étage.
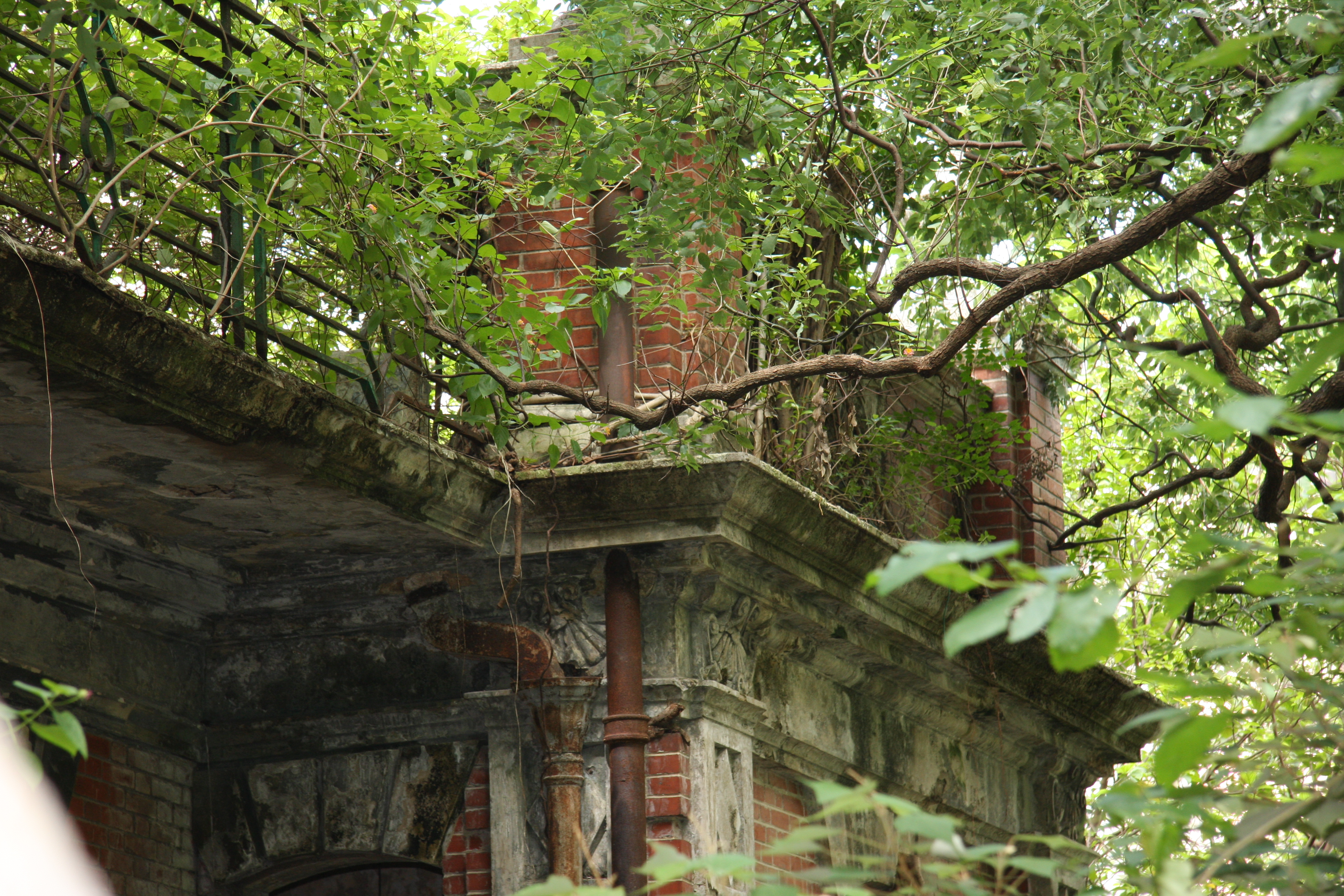
Vue extérieure du bâtiment.
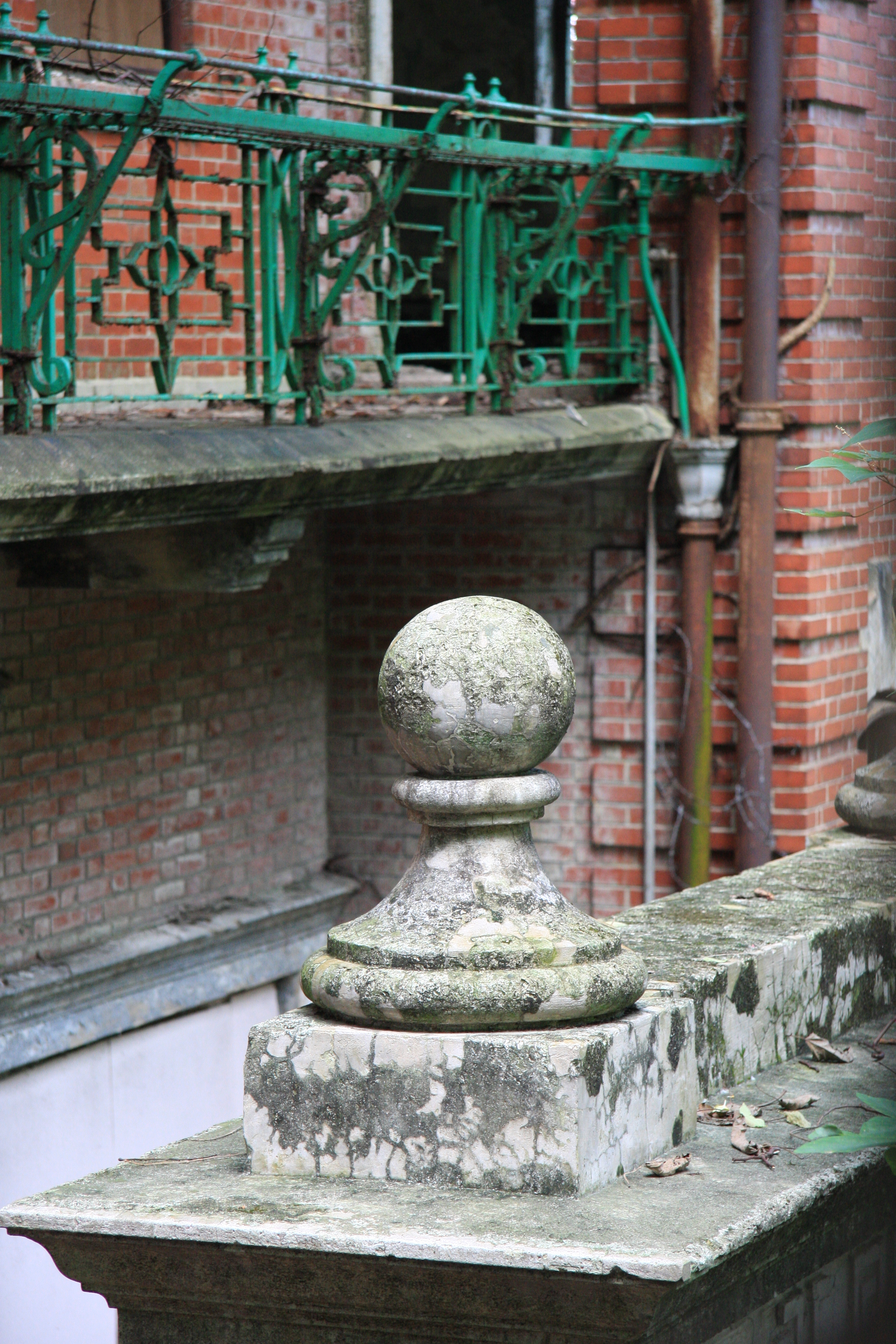
Ornement architectural.
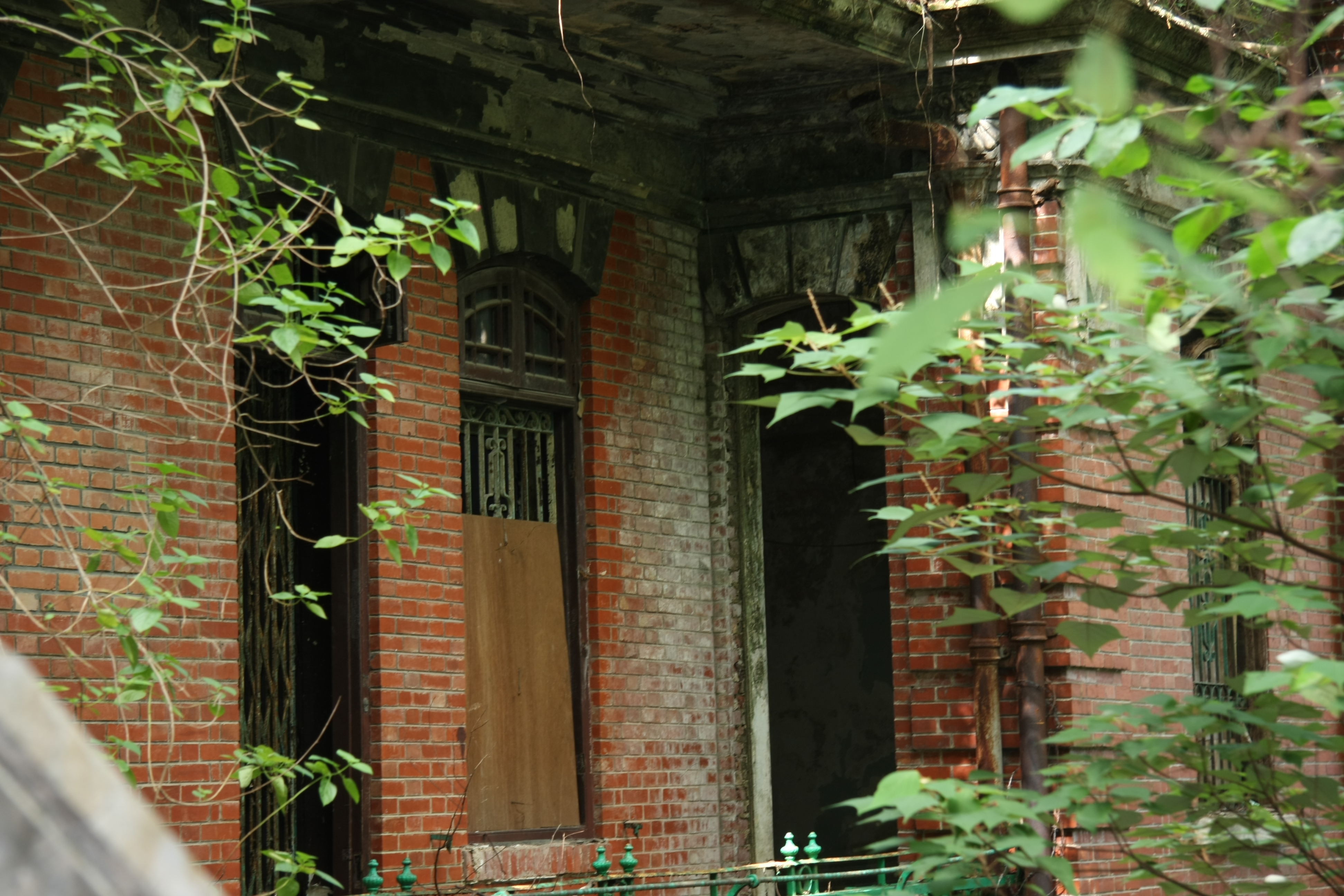
Balcon du deuxième étage
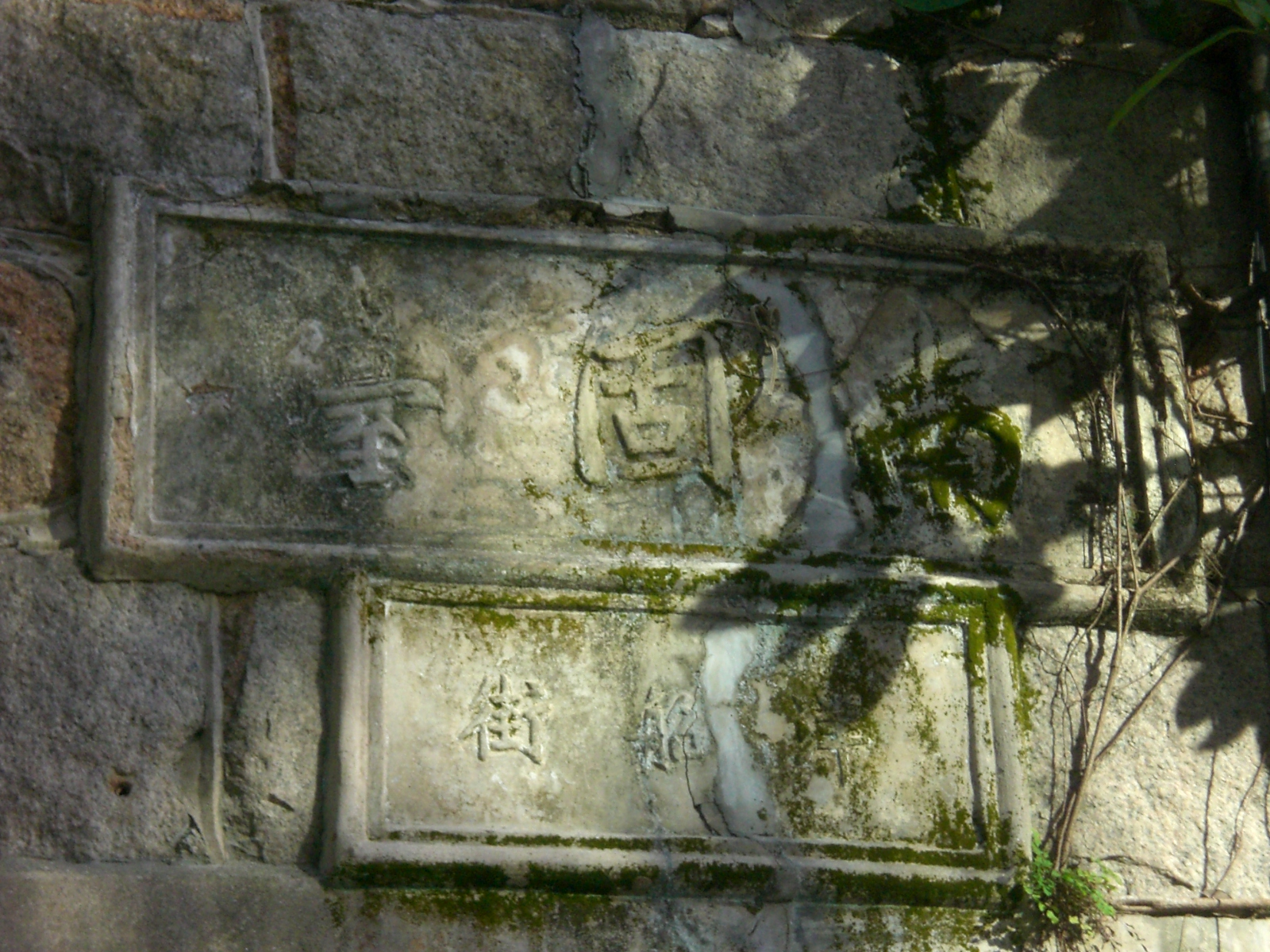
Plaque du 55 Ship Street.
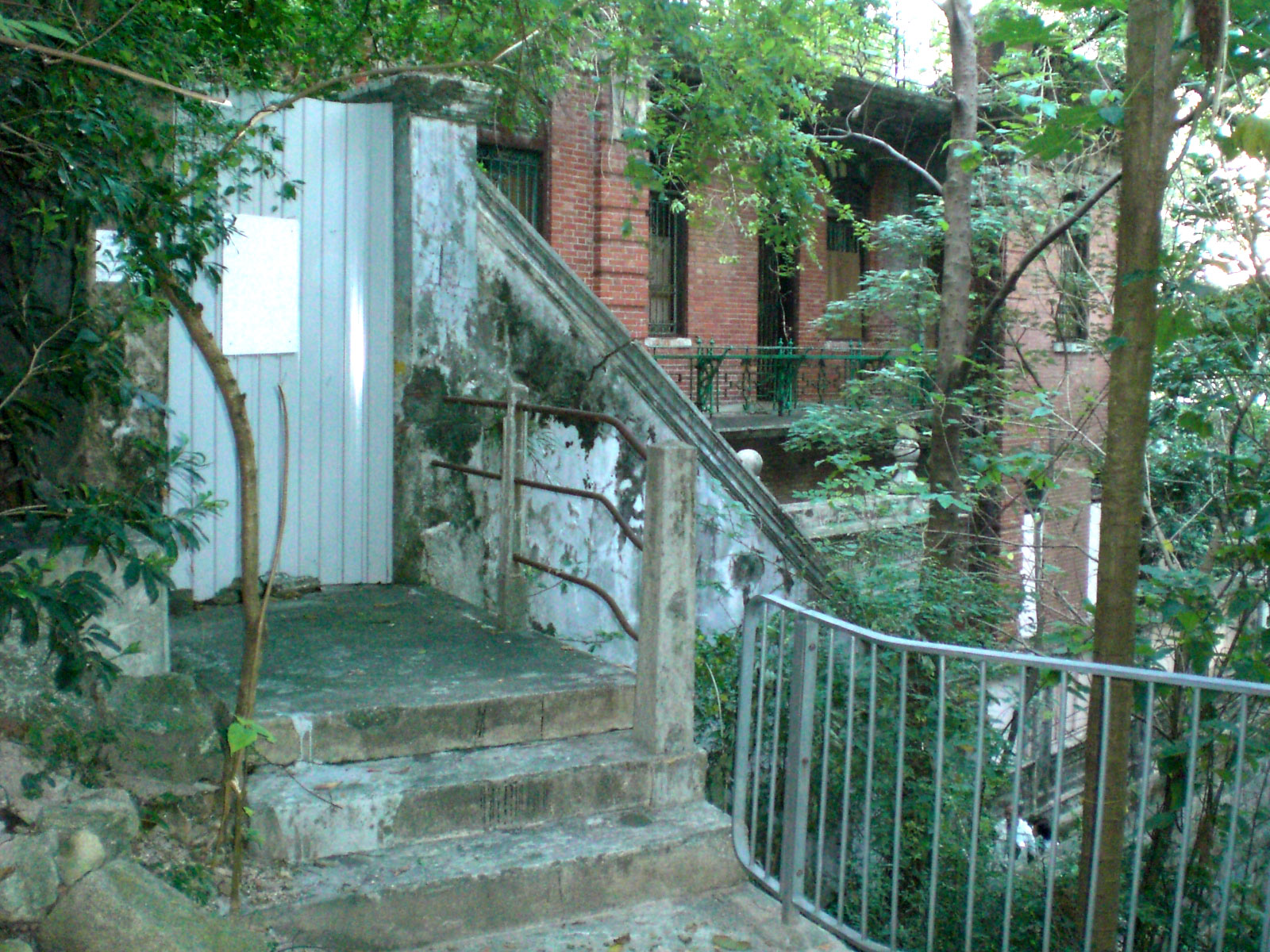
Entrée de la propriété barricadée depuis les marches de Ship Street.